# Paracanthonchus cotylophorus
Paracanthonchus cotylophorus is een rondwormensoort uit de familie van de Cyatholaimidae. De wetenschappelijke naam van de soort is voor het eerst geldig gepubliceerd in 1916 door Steiner.